# Batallón Đuro Đaković
El Batallón Đuro Đaković o Djuro Djakovic (cirílico serbio: Батаљон Ђуро Ђаковић) fue una unidad militar, formada principalmente por brigadistas yugoslavos, adscrita a las Brigadas Internacionales, un cuerpo de voluntarios extranjeros que participó en la guerra civil española en favor de la II República. Debe su nombre a Đuro Đaković, uno de los líderes del Partido Comunista de Yugoslavia, ejecutado en 1929 por su tenaz oposición al régimen de Alejandro I.
El batallón Deda Blagoev, compuesto por voluntarios búlgaros, se fusionó con el Đuro Đaković durante la organización de las brigadas. De los 1664 brigadistas yugoslavos que llegaron a España, 543 de ellos fueron integrados inicialmente en los batallones Đuro Đaković, Dimitrov y Masaryk.

## Composición
El batallón estaba compuesto por una compañía de ametralladoras y tres de infantería, una de las cuales la formaban anarquistas españoles.
Estuvo integrado en diferentes brigadas a lo largo de la guerra:
- Independiente (10-IV-1937 al 28-VI-1937)
- CL Brigada Internacional (28-IV-1937 al 4-VIII-1937)
- 45.ª División Internacional (4-VIII-1937 al 19-X-1937)
- Agrupación de Reserva de la 45.ª DI (19-X-1937 al 13-II-1938)
- CXXIX Brigada Internacional (13-II-1938 al 5-X-1938)

## Datos generales
Entre los miembros del batallón Đaković hubo algunos españoles, como Luis Álvarez Yuste, el poeta de los guerrilleros, que en Brunete llegó a ser comisario suplente del mismo.
Participó en la Defensa de Madrid, en las batallas de Jarama y Brunete, como unidad de infantería, sufriendo cuantiosas pérdidas, integrado en la XV Brigada Internacional.
Después fue trasladado, también dentro de la XV B.I. al Frente de Aragón, perdiendo la mitad de sus integrantes durante la Ofensiva de Zaragoza. Tras la reorganización de las Brigadas, fue incluido en la 129.ª Brigada Internacional, sufriendo graves pérdidas durante la Ofensiva de Aragón del Bando sublevado. La Batalla del Ebro fue la última operación a gran escala en que participó, debiendo retirarse a la costa catalana donde fue desmovilizado en septiembre de 1938. Aun así, muchos de sus integrantes tuvieron que combatir en la definitiva Ofensiva de Cataluña y atravesar la frontera a territorio francés.
Muchos de los integrantes del batallón lograron huir de los campos de internamiento en Francia y, con la ayuda del Partido Comunista de Yugoslavia, retornar a la Yugoslavia ocupada por los nazis. Allí, se integraron en el Ejército Partisano de Liberación, donde muchos de ellos lideraron la liberación del país. Cuatro veteranos de la guerra civil en España lideraron los cuatro grupos de ejércitos que derrotaron a los alemanes en los Balcanes: los generales Peko Dapčević, Koča Popović, Kosta Nađ y Petar Drapšin.

### El batallón durante el frente del Maestrazgo
El batallón se encontraría en el frente de Ejulve a mediados de abril en lo que el Ejército Popular de la República llamaría "Defensa estratégica de Levante" durante la Ofensiva del Levante. El batallón concentraría su fuerza en la cabeza de la carretera Ejulve-Fortanete, donde cavó varios pozos en carreteras para enganchar explosivos al paso de los camiones de tropas del ejército de Varela y voluntarios del CTV. El 24 de abril abandonarían el sector para concentrarse en las fábricas de Villarluengo lugar donde sólo aguantarían hasta el 28 en una imparable ofensiva franquista. Estos fueron presionados hasta Fortanete junto a toda la CXXIX Brigada Internacional hasta el día 
12 de mayo de 1938 cuando el batallón abandonó sus posiciones en Vértice Carrascón, Mas de Mallén y al sur de Fortanete para replegarse hasta Los Monegros lugar de reestructuración de la brigada al completo.
La Brigada quedó emplazada en Mosqueruela, el batallón Đuro Đaković (2º BON) ocuparía las posiciones desde Vértice Bramadoras hasta camino del Escolano al noroeste de Mosqueruela, pero la oposición y la caída del flanco derecho protegido por la 220 Brigada Mixta fue cayendo hasta que la brigada de nuevo tuvo que reemplazarse en el vértice Monegro dónde soportó gran fuerza de artillería pero que hizo aguantar la posición 5 días. Tras el desgaste y la retirada selectiva ordenada a la brigada, fueron emplazados el 30 de mayo en Linares de Mora, donde el batallón Đuro Đaković ocuparía la cota 1635 y 1602 en el vértice El Cerezal al noroeste de Linares de Mora. Pero la presión del enemigo hizo que el flanco designado a la 118 Brigada Mixta cediese teniendo que cruzar el río Paulejas toda la brigada quedando cómo punta de lanza el batallón Đuro Đaković en la cota 1567 y 1501 en Mas de Quemado. Al día siguiente el enemigo consciente de la debilidad de la 118 Brigada Mixta empujó su flanco casi aislando al batallón Đuro Đaković en una pequeña bolsa que el 3er Batallón Masaryk pudo resistir. La brigada cansada y el batallón fueron reforzados en el Batán, km 20 de la carretera de Rubielos de Mora a Nogueruelas.

## Integrantes célebres
| - Peko Dapčević - Aleksa Demnievski - Fadil Jahić Španac - Otmar Kreačić - Kosta Nađ - Blagoje Nešković | - Franjo Ogulinac Seljo - Marko Orešković - Blagoje Parović - Ivan Rukavina - Nikola Car Crni |